# Saint-Didier (Ille-et-Vilaine)
Saint-Didier település Franciaországban, Ille-et-Vilaine megyében. Lakosainak száma 2030 fő (2022. január 1.). Saint-Didier Saint-Jean-sur-Vilaine, Châteaubourg, Cornillé, Domagné és Louvigné-de-Bais községekkel határos.

## Népesség
A település népessége az elmúlt években az alábbi módon változott:
| Lakosok száma | 652  | 859  | 1055 | 1590 | 1919 | 1990 | 2052 | 2034 | 2025 | 2030 |
|               | 1968 | 1982 | 1990 | 2006 | 2013 | 2015 | 2017 | 2019 | 2020 | 2022 |